# Devarodes interlineata
Devarodes interlineata là một loài bướm đêm trong họ Geometridae.